# Polybia striata
Polybia striata är en getingart som först beskrevs av Fabricius 1787.  Polybia striata ingår i släktet Polybia och familjen getingar. Inga underarter finns listade i Catalogue of Life.